# Ренцо Пјано
Ренцо Пјано (итал. Renzo Piano; Ђенова, 14. септембар 1937) је италијански модерних архитекта и један је од најзначајнијих аутора савремених дела модерне архитектуре. Образовање је стекао у Милану. Његово најпознатије дело је музеј Помпиду (познат и као Бобур) у Паризу.
Пројектовао је музеј „Менил“ у Хјустону (1986), аеродром „Кансај“ у Осаки (1988) и реконструисао је зграду Дајмлер-Бенца у Берлину, Немачка. Пројектовао је и многе фудбалске стадионе, мостове, а дизајнирао је и аутомобиле. Добио је Прицкерову награду 1998. године. Пјано је УНЕСКО-в амбасадор добре воље.

## Биографија
Ренцо Пјано је рођен у Ђенови, у породици градитеља и своју страст за архитектуру дугује оцу. Од 1962. до 1964. године студирао је на Универзитету у Фиренци, а дипломирао је 1964. године на Миланском политехничком универзитету, где је од 1965. до 1968. године радио и као предавач. Подршка оца и брата му је омогућила да одмах након дипломирања започне да истражује нове материјале и технологије. На студијским путовањима у Великој Британији и САД, упознао је Луиса Кана, који га је позвао у свој славни архитектонски уред Кан у Филаделфији као приправника (1965-70).
Током предавања на Миланском политехничком универзитету и на Школи удружења архитеката (Architectural Association School) у Лондону спријатељио се с Ричардом Роџерсом. Њих су двојица у Паризу основали заједнички биро, након што су победили на конкурсу за изградњу Центра Жорж Помпиду (познатог и као Бобур, 1971-1977).
Године 1977. Ренцо Пјано је с инжењером и добрим пријатељем Питером Рајсом основао заједнички уред L'Atelier Piano & Rice, који је деловао до Рајсеове смрти 1993. године. Почевши од 1980, студио је претворен у Building Workshop с уредима у Паризу и Ђенови, а ново име је требало посебно да нагласи природу заједничког тимског рада. Тоеком изградње дела Потсдамер плаца у Берлину, Пјано је тамо такође основао свој уред. Тренутно управља студијима у Ђенови, Паризу и Њујорку, који су уједињени под именом Ренцо Пјанова грађевинска радионица (RPBW), у којем група од око 150 архитеката, инжењера и других стручњака ради заједно већ годинама.
Године 1990, добио је Орден заслуга Републике Италије, а 1998. године и Прицкерову награду, која се често назива и „Нобеловом наградом за архитектуру”. Унесков је амбасадор добре воље, а 2008. године постао је почасним грађанином Сарајева.

## Дела
Пре центра Помпидо, Пјано је 1973. године у Паризу завршио пословне зграде предузећа B&B Italia. С Питером Рајцом је од 1977. год. извео бројне пројекте као што су Окружна лабораторија за урбану обнову у Отранту, Италија (1979) и Музеј колекције Менил у Хјустону, Тексас (1981-86). Учествовао је и у планирању великих пројеката као што су терминал ваздушне луке Кансај у Осаки у Јапану (1988-94) и трансформација Porto Antico („Старе луке”) у свом родном граду Ђенови.
Репутацију као архитекта музеја наставио је пројектима као што су: Задужбина Бејелер у Риену код Басела, Културни центар Тјибаоу у Гарнијериту на јужнопацифичком острву Нова Каледонија, Центар скулптура Нашер у Даласу (Тексас), Музеј наука NEMO у Амстердаму (2000), те Центар Паул Кле u Bernu (2005). Такође је у Италији извео две велике поливалентне јавне просторије, Аудиторијум Паганини у Парми и Аудиториум парко дела музика у Риму (1994-2002).
У Њујорку је извео више пословних објеката, укључујући проширење библиотеке Пирпант Морганова библиотека (2003-06) и зграду Њујорк Тајмса (Њујорк Тајмс билдинг, 2007). Године 2009. пројективао је опсежно проширење Уметничког института у Чикагу, тзв. Modern Wing („Модерно крило”) који има тзв. „летећи тепих” (сенило које „лебди” изнад крова) и челични мост који повезује Миленијумски парк с терасом скулптура која води у ресторан на његовом трећем спрату. Његови недавни пројекти укључују Шард у Лондону, највиши небодер у Европи висине 310 метара (отворен 6. јула 2012), те Centro de Arte Botín (Сантандер, Шпанија) који би требао бити „примером међународне културе и образовања путем развоја кретивности кроз ументост”.
Пројектовао је и многе фудбалске стадионе, мостове, а дизајнирао је и аутомобиле. Године 1994. дизајнирао је и сат Jelly Piano (GZ159) за предузеће -Swatch}-; инспирисан дизајном центра Помпидо, овај сат се одликује потпуном прозирношћу тако да се види његов унутрашњи механизам.
Ренцо Пјано се сматра врхунским архитектом грађевинарства, јер су његове бројне зграда широм света изведене с различитим материјалима и вештинама у подручју технологије изградње. У свим својим пројектима користи високе технологије за анимирање светла тако да поштује околину и олакшава интеграцију пројекта с природом. Пјано је уметник који користи иновативне конструктивне технике само као алат како би створио удобне, чврсте и еколошке зграде. Због тога је Пјанов приступ врло разнолик у смислу архитектонских стилова, јер дизајн подређује функцији и значају зграде.

## Професионални и лични живот
Пјано је основао грађевинску радионицу Ренцо Пјано (RPBW) 1981. Године 2017, имао је 150 сарадника у канцеларијама у Паризу, Ђенови и Њујорку.
Године 2004, постао је шеф фондације Ренцо Пјано, посвећене промоцији архитектонске професије. Од јуна 2008. седиште се налази заједно са његовим архитектонским бироом у Пунта Навеу у близини Ђенове.
Након номинације за сенатора за живот 2013. године, почасти ограничене на пет носилаца функција као јединствени дар италијанског председника, Ренцо Пјано је основао тим младих архитеката под називом Г124, чија је мисија рад на трансформацији предграђа већих градова Италије. Чланови тима бивају плаћени сенаторском платом Ренцо Пјана и мењају се сваке године јавним одабиром. Пројекти су развијени у Торину, Милану, Падови, Венецији и Риму.
Пјано станује у Паризу са другом супругом Мили и четворо деце, Карло, Матеја, Лија - од своје прве жене - и Ђорђом.

## Галерија
- Брод за крстарење Драгуљ Пацифика (1990).
- Музеј модерне уметности Аструп Феарнли, Осло, Норвешка (1993).
- Дебис-Хаус, Потсдамер плац у Берлину (1993-97).[13]
- Задужбина Бејелер, Рихен, Басел, Швајцарска (1994-97).
- Центар Паул Кле, Берн (2005).
-Weltstadthaus („Кућа светског блага”), тржни центар у Келну, Немачка (2005).
- Зграда Њујорк Тајмса, Њујорк (2007).
- Модерно крило, Уметнички институт у Чикаго (2009).
- Музеј уметности округа Лос Анђелес,[14][15] Лос Анђелес (у изградњи од 2003).